# The Sugarhill Gang
The Sugarhill Gang es un trío de hip hop estadounidense, creado en 1979. Los miembros se hacían llamar Wonder Mike (nombre real Michael Wright), Big Bank Hank y Master Gee. Lograron la fama por el sencillo Rapper's Delight (1979), que aunque no fue la primera canción de hip hop grabada de la historia, ayudó a la popularización del mismo en los Estados Unidos y el resto del mundo.

## Historia
A diferencia de DJ Kool Herc o los equipos de Afrika Bambaataa, estos tres raperos no eran un grupo con prestigio entre los aficionados al rap. Fueron escogidos por la productora discográfica Sylvia Robinson, quien también fundó la compañía discográfica Sugar Hill Records, con su marido el magnate discográfico Joe Robinson.
En 1979 publicaron el sencillo Rapper's Delight. La canción fue un éxito importante que ayudó a popularizar el hip hop, que en un principio se pensó que podría ser una moda pasajera.
El trío no llegó a lo más alto de las listas, aunque tuvo otros éxitos menores, como Apache, Eighth Wonder y Showdown (con Grandmaster Flash and the Furious Five).
A mediados de los 80 redujeron su actividad hasta prácticamente disolverse, aunque se siguieron sacando reediciones de sus temas y conciertos nostálgicos.
En 1999, se reunieron y grabaron Jump on It, un álbum de hip hop para niños.

## Rapper's Delight
Son conocidos sobre todo por su canción Rapper's Delight, de 1979, un tema de 14 minutos y 36 segundos (en su versión más larga), con una letra de unas tres mil palabras. 
El sencillo fue el primer éxito discográfico del hip hop, llegando al n.º 36 en las listas de pop de los Estados Unidos.
Aunque a veces se califica a este sencillo como el primero en ser publicado en toda la historia del hip hop, el sencillo King Tim III (Personality Jock) de Fatback Band había sido publicado unos meses antes, pero no alcanzó la misma repercusión. 
A su vez, la parte instrumental de Rapper's Delight fue interpretada por tres músicos de estudio (entre ellos Doug Wimbish, que más tarde sería bajista de Living Colour).
Los compositores de la canción utilizaron el tema Good Times (1979), del grupo estadounidense Chic como base instrumental o beat (en castellano: golpe o golpear) para este tema.
Además, entre 1937-1938 fue publicada la canción religiosa Preacher And The Bear (02:52 es su duración) del grupo góspel The Golden Gate Quartet, que es aún más parecida en su ritmo. Curiosamente, esto convirtió a Rapper's Delight en una canción pionera en otro aspecto polémico de la música popular: fue la primera canción de hip hop denunciada por infracción de derechos de autor.
También, Grandmaster Caz, de The Cold Crush Brothers, denunció que Big Bank Hank había usado sus rimas en esta canción.

### Recreaciones deRapper's Delight
Manuel Ruiz Queco fue el compositor de la canción Aserejé, publicada como sencillo en 2002, para el grupo femenino español Las Ketchup. Él utilizó muy ingeniosamente y en forma de parodia, para componer el estribillo del tema, la primera estrofa de la canción Rapper's Delight traducida fonéticamente al español (de la manera que sonaría a alguien que no entiende inglés):
I said a hip hop the hippieAserejé ja de je
the hippie to the hip hip hoppa ya don't stopde jebe tu de jébere sebiunouva
the rockin' to the bang-bang boogie said up jumps the boogiemajabi an de bugui
to the rhythm of the boogie, the beatan de buididipí

## Discografía

### Álbumes de estudio
- Sugarhill Gang (1980).
- 8th Wonder (1982).
- Livin' in the Fast Lane (1984).
- Jump on It! (1999).

### Sencillos
- Rapper's Delight (1979).
- Rapper's Reprise (Jam Jam) (1980).
- 8th Wonder (1980).
- Apache (1981).
- Kick It Live from 9 to 5 / The Lover In You (1983).
- Livin' In The Fast Lane (1984).
- Work, Work The Body (1985).
- Rapper's Delight (Hip Hop Remix '89) (1989).
- Lala Song (con Bob Sinclar, 2009).

### Recopilaciones
- Rappin' Down Town (1983).
- Sugarhill Gang Greatest Hits (1984).
- The Best Of Sugarhill Gang: Rapper's Delight (1996).
- Ain't Nothin' But A Party (1998).
- Sugarhill Gang, The* Vs. Grandmaster Flash - The Greatest Hits (2000).
- The Greatest Hits Of Sugarhill Gang (2004 Tour) (2004).
- The Story Of Sugarhill Records (2005).
- Hip Hop Anniversary Europe Tour: Sugarhill Gang Live (2008).